# 동방교회
동방교회는 410년경 설립된 동시리아 전례를 따르는 교회로, 아시리아 동방교회, 동방 고대교회 등이 동방교회의 후신이다.

## 같이 보기
- 동방 고대교회
- 칼데아 가톨릭교회
- 시리아 정교회